# Uslaja
Uslaja je potok 3. řádu ve středu Litvy v okrese Panevėžys. Sám o sobě je málo významný, významnější a delší jsou jeho přítoky: Kuršelė a její přítok Berupelis. Pramení v lese Juodžių miškas, v blízkosti pramene řeky Linkava, 2,5 km na západ od obce Daniūnai, 5 km jih od městečka Ramygala. Teče obloukem, vypouklým k východu, směrem severním. Vlévá se do řeky Upytė, 0,4 km od vsi Miškiniai, 3 km západoseverozápadně od Ramygaly 33,1 km od jejího ústí do Nevėžisu jako její levý přítok. Podle potoka dostala název obec Pauslajys, kde je památník exulantům do Ameriky. Podle této obce dostal název les Pauslajo miškas.

## Přítok Kuršelė
Přítok Uslaji Kuršelė (kód 13010463) pramení na východním okraji lesa Pauslajo miškas, 1,5 km na jihovýchod od vsi Žižmintai, nedaleko pramene řeky Žiežmojus. Kuršelė teče klikatě v celkovém směru severoseverozápadním, protéká obcí Daniūnai, v ní rybníkem Daniūnų tvenkinys, ve kterém se stáčí k západu až do soutoku s potokem Uslaja, do kterého se vlévá u severního okraje lesa Juodžių miškas, 2,2 km od jeho ústí do Upytė jako jeho pravý přítok. Délka toku Kuršelė je 8,9 km, plocha povodí 14,5 km², šířka říčního údolí za rybníkem Daniūnų tvenkinys je 160 m.

## Přítok Berupelis
Sama Kuršelė má pravý přítok jménem Berupelis (délka 5,0 km, plocha povodí 4,5 km², vlévá se 5,2 km od ústí Kuršelė do Uslaji, kód 13010463). Ten pramení na západ od vsi Pakščiai, nedaleko v polích na severovýchod od pramene Kuršelė. Berupelis teče zpočátku směrem severním, po soutoku se svým pravým přítokem se stáčí k západu až do soutoku s Kuršelė.